# Paloma Villegas
Paloma Villegas (Ciudad de México, 1951) es una escritora mexicana.

## Biografía
Estudió lengua y literaturas hispánicas en la Facultad de Filosofía y Letras de la Universidad Nacional Autónoma de México. Fue profesora de la Universidad Autónoma Metropolitana. Miembro del consejo editorial de Cuadernos Políticos. Miembro de Editorial Era desde 1988. Ha colaborado en diversas revistas y suplementos culturales ejerciendo la crítica literaria. Premio Sor Juana Inés de la Cruz 2005 por Agosto y fuga. Ha traducido numerosos libros en México y España.

## Obra publicada
- Novela: La luz oblicua, Era,  1995.
- Agosto y fuga, Era, 2004.
- Poesía: Mapas, Era, 1981.